# Xaikh Nur al-Din
Xaikh Nur al-Din fou un amir de Tamerlà (segles XIV-XV, + 1411), que a la mort de l'emperador fou cap del partit legitimista. Era fill de Sar Bugha, que va estar uns anys rebels i va acabar sotmès a Tamerlà, sent un dels seus fidels. Una de les seves filles es va casar (1411) amb Xam-i Jahan, germà del kan de Mogolistan Muhammad Khan.

## Carrera amb Tamerlà
Se l'esmenta per primer cop el 1394 en la campanya de Geòrgia quan Tamerlà va enviar a l'amir Nur al-Din, fill de Sarbugha o Sar Bugha, a unes muntanyes anomenades el Kuhistan de Geòrgia, en la frontera de Shaki (Azerbaidjan), muntanyes que va atacar; el príncep de Shaki, Sidi Ali, de la dinastia Arlat, va fugir abandonant el territori a mans de Nur al-Din, sense oposició; les cases foren destruïdes i el país devastat i saquejat i abans de marxar cap al campament imperial, tot fou cremat.
El 1395, en una batalla contra Toktamish en que Tamerlà va patir un atac ferotge, lluitant cos a cos mentre que els kiptxaks va avançar contra ell; estava en greu perill i quan ho va veure el Shaikh Nur al-Din es va precipitar a protegir-lo amb un petit cos de cinquanta homes; desprenent-se dels seus cavalls, van formar un cercle al seu voltant, arrodonint-se amb un genoll a terra i disparant fletxes.
El 1396 Tamerlà, que estava a Ardebil, va enviar a Siraz a l'amir Nur al-Din per recollir la recaptació. En la campanya de l'Índia el 1398, Chihab al-Din Mubarek, que governava a la zona del riu Jamad i s'havia sotmès inicialment, es va revoltar i es va tancar a una fortalesa en una illa del riu Jamad (suposadament el Jhelum). El 4 d'octubre Tamerlà va enviar contra ell a l'amir Nur al-Din amb ordre de conquerir la fortalesa i de matar tothom que hi trobés. Així es va fer; la lluita fou ferotge i va durar tot un dia però finalment Nur al-Din va poder derrotar els enemics; molts es van ofegar i els altres van morir per l'espasa; Chihab al-Din va poder fugir amb els seus parents, servidors i oficials en uns vaixells que havia preparat per l'ocasió i que van poder arribar a Udja, al sud de Multan; fou perseguit per Nur al-Din que va poder matar algunes de les persones que estaven sobre els vaixells. El novembre la població d'Ajudan es va sotmetre davant Nur al-Din. El 19 de novembre de 1398 els amirs timúrides Nur al-Din i Allahdad entraven a Bhatnair. Els notables locals però, es van negar a acceptar la contribució imposada a Dipalpur i Timur va ordenar esborrar la ciutat; els zoroastrians van cremar les seves cases i dones i nens foren tirats a les flames; algun que es deien musulmans van tallar el coll a dones i fills; i els hindús van voler morir amb l'espasa a la ma; Uzun Mezid de Bagdad i Nur al-Din foren els quals van fer mes mèrits i van rebre un ascens i altres honors. El gener del 1399 l'amir Nur al-Din va ser l'encarregat de portar l'equipament seguint el riu Karasu. El rei de Caixmir estava a Gebhan i allí el va anar a trobar l'amir Nur al-Din que va indicar al rei que el preu de la protecció eren 30.000 cavalls i cent mil derets d'or; el rei va marxa per recollir la suma i els cavalls; però Timur va reprovar aquest tribut per ser molt excessiu i va fer cridar al rei perquè l'anés a veure sense necessitat de preocupar-se pel tribut.
El 1401 Tamerlà va enviar a trenta mil homes a Damasc, manats per Sevinjik Bahadur i Shaikh Nur al-Din. En la tornada de Síria Tamerlà va enviar un destacament manat pels prínceps Abu Bakr i Rustem i els amirs Nur al-Din i Sulayman Xah cap a Tadmir (Palmira) i expulsar els dhu l-kadirs que s'havien establert a la zona. El mateix anys 1401 en el assalt a Bagdad, el valent Shaikh Nur al-Din va ser el primer a escalar les parets portant el famós estàndard de cua de cavall de Temur, coronat amb mitja lluna.
El 1402 va participar en la conquesta de Kemakh. Va dirigir diverses incursions menors, i en una d'ellas es va apoderar de Harluk (Yazdi l'anomena Haruk) on tots els habitants foren massacrats. El 28 de juliol de 1402 va prendre part en la batalla d'Ankara. Després de la batalla Nur al-Din fou enviat a saquejar Brusa; en aquesta ciutat va ocupar el castell i es va apoderar de les restes del tresor de Bayazid I que va enviar, per mitjà de Shams al-Din al-Malik, a Tamerlà. Al novembre fou enviat a Esmirna per exigir als Cavallers de Sant Joan que es convertissin a l'islam i paguessin tribut (djezye) coses que foren refusades i van compotar la conquesta d'Esmirna per Tamerlà.
En la campanya de Geòrgia de 1403, en l'època que madurava el blat, Tamerlà no volia permetre que els georgians el poguessin recollir i va enviar a l'amir Nur al-Din que va devastar les terres complint la orde amb escreix i va tornar carregat de botí. Va dirigir també altres ràtzies a Geòrgia
El 1404 va participar en la infructuosa busca de Iskandar-i Shaykhi, retornant finalment amb altres amirs i prínceps al campament imperial on Tamerlà els va reprotxar no haver seguit buscant a Iskandar i els va reenviar a tots a la tasca; durant 15 dies van estar pels boscos sense poder acampar per la pluja intensa que no parava i Timur ho va saber i finalment va ordenar que tornessin.

## Després de la mort de Tamerlà
A la mort de Tamerlà el 1405 era amb l'exèrcit dirigit pel príncep Ibrahim Sultan a la regió d'Otrar i va marxar cap a Samarcanda juntament amb Malik Shah. Però a Taixkent l'acció de Sultan Husayn Mirza intentant agafar el poder va desfermar el pànic i el príncep Muhammad Umar i els amirs Kodadad Husayni, Yadghiar Shah Arlat, Shams al-Din Abbas i Berendak (entre d'altres) van decidir avançar-se a Sultan Husayn i proclamar emperador a Khalil Sultan a la pròpia Taixkent, sense consultar ni a altres amirs i princeps ni a les emperadrius. Nur al-Din, Shah Malik van acampar a Aksulat amb diversos prínceps i emperadrius però quan es van presentar a Samarcanda, el governador Arghun Shah els va tancar les portes. L'exèrcit es va haver de retirar cap a Kuhek i d'allí a Aliabad a Sogdiana, on es va celebrar una assemblea de prínceps, amirs i emperadrius. Es va decidir que anirien a Bukharà però abans que l'amir Nur al-Din tornaria a Samarcanda per intentar convèncer als rebels. El 12 de març de 1405 Nur al-Din va marxar cap a Samarcanda però no va aconseguir res i va tornar al campament d'Aliabad El 14 de març de 1405 els prínceps Ulugh Beg i Ibrahim Sultan es van dirigir a Bukharà (on governava Hamza Barles) amb els amirs Nur al-Din i Shah Malik. Les emperadrius van restar de moment a Aliabad, però després van poder anar a Samarcanda. Els prínceps i amirs que havien anat cap a Bukharà van arribar el 15 de març de 1405 a la fortalesa de Debbus. Un parell de dies després Khalil Sultan, amb els amirs que li donaven suport i el seu exèrcit va arribar a Samarcanda on fou rebut com a emperador.
Com a cap del partit legitimista oposat al nou emperador, devia caure en desgracia sota Khalil Sultan i es creu que va viure a Bukharà. L'1 de maig de 1409 Xah Rukh (timúrida) va travessar el riu Jihun. L'amir Shaikh Nur al-Din que era a Bukarà es va dirigir al seguici del sobirà però fou atacat per forces de Khudaidad, l'amir que havia agafat el poder en un cop d'estat, i el seu grup dispersat. Però quan Shah Rukh el 22 de maig va entrar oficialment a Samarcanda, Shaikh Nur al-Din i Mubashir Bahadur foren cridats a formar part dels grans amirs. Khudaidad, que pensava que tenia el suport del kan de Mogolistan, es va enfrontar a Shah Ruykh; en un intercanvi de cartes amb Khudaidad aquest va exigir l'empresonament del seu enemic Shaikh Nur al-Din i en tal cas s'uniria a Xah Rukh, però aquest va trobar inacceptable aquesta petició i va decidir marxar contra l'amir que finalment fou assassinat pel germà del kan i cap de l'exèrcit expedicionari. Shaikh Nur al-Din s'havia compromés amb l'emperador a anar a la cort en unes dates determinades que no va complir; es va enviar un emissari a preguntar que passava i va manifestar que havia decidit consagrar la resta de la seva vida al servei de Ulugh Beg. En realitat es va reunir poc després amb Khalil Sultan que havia estat alliberat i venia de la fortalesa d'Alla Kuh. Khalil va negociar amb Shah Rukh un tractat. Els negociadors del costat imperial van oferir garanties a Khalil i aquest va decidir anar a la cort; va trobar a Shah Rukh a Arun Ata i va tenir l'honor de baixar-li la ma; fou cobert de distincions.

## Rebel·lió de Xaikh Nur al-Din (1410)
A primers d'abril de 1410 l'amir Xaikh Nur al-Din es va revoltar al front d'un grup d'homes, a la rodalia de Samarcanda. Ulugh Beg va haver de fugir. Xah Rukh va enviar els seus amirs principals (Midrab Bahadur, Tavakul Barles, Yadghar Xah Arlat, Nuxirvan Barles, Muhammad Sufi Tarkhan, Yusuf Khoja i Adjebxir) a Transoxiana, amb ell mateix al seu front, i als amirs Hasan Sufi Tarkhan, Muhammad Beg i Muhammad Khoja els va enviar a Kumis i Mazanderan. El príncep Muizz al-Din Baysunkur fou designat representant de l'emperador a Herat; Xah Rukh i els seus amirs van sortir cap a Samarcanda el 18 de maig de 1410. L'amir Xah Malik (noyan o camandant en cap de Transoxiana) va sortir de la ciutat i va enfrontar als sediciosos a la rodalia de Kizil Ribat i Xah Malik fou derrotat (probablement el 28 de maig de 1410) i es va haver de retirar cap a Karatepe, a la muntanya d'Alakrak (entre Samarcanda i Xahrisabz).
El 29 de maig es va presentar a Samarcanda Muhammad Albakara amb les condiciones de Nur al-Din. Els habitants liderats per Khoja Abd al-Awal, Khoja Isam al-Din, cadi Salah al-Din, Mawlana Kutb al-Din, Amirak Danixmend, i Khoja Fadh Allah Abu-l Layth el van fer fugir. L'endemà es va presentar el propi Nur al-Din sense resposta per la població excepte Abd al-Awal que li va dir que ells no aspiraven al govern i que ja estaven be amb Xah Rukh i Ulugh Beg. L'emperador va anunciar la propera arribada del príncep.
Nur al-Din va enviar a l'amir Tagi Bugha a governar Bukharà, a Genguis Oghlan a governar Kix, i va encarregar al seu cosí, Xaikh Hasan, d'assetjar la fortalesa de Kerkin, propera al Jihun. Però aleshores el fill del difunt amir Kodadad Husayni es va retirar i va retornar al seu govern, debilitant les forces de Nur al-Din. Kodadad va fer matar Wefadar que tenia presoner i se'n va anar a Tirmidh. Va aconseguir atreure al príncep Muhamad Jahangir, governador de Hissar Xadman. Llavors va saber que Xah Malik havia retornat a Samarcanda i que l'exèrcit de Xah Rukh avançava cap al Jihun, i se'n va anar a la capital amb Muhammad Jahangir esperant que potser els habitants voldrien rebre a aquest. A Tirmidh van quedar Genguis Oghlan, Saif al-Din i Abd al-Karim per fer front a un eventual atac de Midrab. Sultan Baiazet fou enviat a Kalaf (prop del Jihun) per oposar-se a Ulugh Beg. Nur al-Din es va presentar a Samarcanda i va estar uns dies als jardins de Baghi Dilkusha (Jardí que alegra el cor) i a la plana de Kanighul sense aconseguir res

## La derrota de Nur al-Din (juliol 1410)
Mentre Baiazet, després de lluitar obstinadament contra Ulugh Beg, quan es van acostar les forces de l'emperador, va abandonar la lluita i va fugir. Genguis Oghlan i Abd al-Karim el van seguir poc després. El 30 de juny de 1410 (dissabte i no divendres com diu a la font) l'exèrcit imperial va travessar el riu. Nur al-Din va sortir de Samarcanda per anar a enfrontar-lo; per la seva banda Xah Malik també va sortir de Samarcanda per anar a buscar a Nur al-Din; aquest veient que el perseguien, va girar i va enfrontar inesperadament a Xah Malik, al que va derrotar completament; l'exèrcit rebel es va veure incrmenetat per un moment i reforçat per les armes i els tresors capturats. Xah Malik va tornar a Samarcanda altre cop derrotat i allí es va trobar amb Amirak Ahmad que havia arribat amb 500 homes des del seu govern a Uzkent i van tornar a sortir de Samarcanda, marxant primer a l'urdu (campament) imperial, on van baixar el tapis del tron. Mentre Ulugh Beg va reunir als kutxin (a vegades escrit Kutjin) de Kix, un clan fidel, i es va reunir amb el seu pare.
Nur al-Din va disposar les seves forces per presentar batalla prop de Kizil Ribat i del riu Yam. Poc abans de la batalla Nur al-Din va sospitar de l'amir Mubaixir i el va fer matar. Els fills de Kodadad es va destacar per la valentia però Amirak Ahmad els va rebutjar finalment; els kutxins també van donar mostres de valor. Nur al-Din, derrotat, va acabar fugint. La batalla es va lliurar el 21 de juliol de 1410. El dia 23 Xah Rukh va entrar a Samarcanda on va visitar la tomba del seu pare. Va enviar a Xah Malik Malik Malik a Otrar amb un fort exèrcit.

## Segona rebel·lió de Xaikh Nur al-Din (1411)
Xaikh Nur al-Din s'havia dirigit al Mogolistan i havia obtingut el suport del kan Muhammad Khan que li havia enviat al príncep Xam-i Jahan i s'havien establert a Sairam [probablement un error a la font per Sabran (Àsia central)].
L'amir Xah Malik va fer una expedició al país dels mogols i va obtenir força botí (hivern del 1410) i allí va poder comprovar que Xaikh Nur al-Din estava establert ara a Sabran i persistia en les seves ambicions. Informat l'emperador li va confirmar que com a governador d'aquella part del país podia actuar com considerés convenient.
El gener del 1411 el gran noyan (comandant en cap) Xah Malik va sortir de Samarcanda i es va dirigir a Sabran de la que Nur al-Din va fugir. Però Xah Malik es va adonar que una vegada retornés amb les seves tropes, Nur al-Din tornaria al lloc. Per això va escriure al governador del districte fronterer [probablement Sairam], que era Abd al-Khalik, el fill de Kodadad Husayni, demanant de preparar una emboscada; Abd al-Khalik, enemic jurat de Nur al-Din va estar d'acord i es va situar al lloc adient quan Nur al-Din tornava a Sabran. Atacat per sorpresa fou derrotat completament i va haver de fugir cap al Mogolistan amb només 30 homes. Abd al-Khalik l'hauria pogut fer presoner però va pensar que si ho feia, Xah Malik no tardaria en arrabassar-li el seu govern i ho va deixar córrer, limitant-se a agafar un miler de cavalls com a botí; al cap de pocs dies es va posar malalt i no va tardar a morir (17 dies després de la victòria). Xah Malik va nomenar al seu lloc a Timur Malik fill de Duldaidad (un amir de gran valentia).
Nur al-Din va anar al campament del kan on es van presentar l'enviat de Xah Malik, però a petició de Nur al-Din aquests enviats foren fets presoners. El kan va disposar un cos de 15.000 homes sota el comandament del seu germà Xam-i Jahan, que va fer una incursió a Transoxiana (Mawara al-Nahr). Xah Malik havia retornat a Samarcanda i va demanar instruccions a l'emperador; Ulugh Beg va restar a Samarcanda i Xah Malik va marxar a combatre contra els mogols. Aquests estaven assetjant Sairam, que estava en mans dels homes d'Abd al-Khalik. Els mogols van saber que s'acostava i van decidir presentar batalla; però Xah Malik va enviar un grup de sapadors dirigit per Xaistem que es va infiltrar per darrer dels enemics i quan estaven acampats i es creien segur, van fer un atac que va desorganitzar totalment el campament; els atacants es van emportar sis mil cavalls i els mogols es van desperdigar. Això va passar a finals de maig o primers de juny del 1411.

## Nur al-Din no desisteix (1411)
Nur al-Din veient que els mogols no li resoldrien la situació va intentar forçar la situació. Va escriure als líders de Mogolistan, assenyalant com Xah Malik estava devastant el país. Muhammad Khan va reunir un exèrcit que va entrar a Transoxiana. Ulugh Beg va informar al seu pare, el qual, el 31 de juliol de 1411, va preparar l'exèrcit al Baghi Mokhtar (Jardí Elegit) per sortir cap a Transoxiana, però quan va arribar al Murghab fou informat que els mogols ja havien tornat al seu país.
Muhammad Khan havia sortit d'Alanbaji i s'havia dirigit a un lloc entre Yanghi i Sabran on es va reunir amb les forces de Nur al-Din. Van tenir consell entre els amirs i els principals oficials mogols es van decantar en contra de la guerra. Muhammad Khan va enviar una ambaixada a Xah Malik on oferia restablir les bones relacions i renunciava a donar suport a Nur al-Din. Xah Malik va acceptar i va enviar també una ambaixada amb regals pel kan. La pau fou segellada.
Xah Rukh no tenia notícies precises del que estava passant i no sabia si seguir endavant o retirar-se. Va restar uns dies a Olang Txitxetku. Va enviar un amir per informar-se i es va dirigir a Balkh. El 19 de setembre de 1411 va creuar el Jihun i a Kaixka [podria ser referit al riu Kaixka Darya] fou rebut per Ulugh Beg i els seus oficials que van tenir l'honor de baixar-li la ma. L'emperador va anar a Samarcanda, va visitar algunes tombres i va acampar a la plana de Canighul.

## Mort de Nur al-Din (1411)
Mentre Xah Malik havia decidit entrar a Mogolistan per anar contra Nur al-Din. Va fer un pont al Sihun. Nur al-Din assabentat, va enviar a Genguis Oghlan per demanar a Xah Malik restaurar l'amistad i la pau. Xah Malik va demanar uns hostatges: la seva esposa la princesa Tuman Agha (esposa de Tamerlà que havia estat casada amb Nur al-Din per Khalid Sultan), el seu germà Xaikh Hasan, el seu servidor Xankhem i el seu fill Mahmud Xah. Nur al-Din va negociar amb els amirs Musa Ka i Dawlat Khoja perquè fessin de mediadors per aconseguir la pau amb Xah Malik; aquests dos amirs van enviar una delegació a Xah Malik, que la va reenviar a Nur al-Din. Xah Malik va anar aleshores a la vora de Sabran i va oferir la pau a Nur al-Din però fent aquest confessió de les seves faltes. Nur al-Din va demanar tractar personalment la qüestió i va convocar a Xah Malik i dos servidors a la porta de la fortalesa de Sabran (Àsia central) on ell mateix aniria també amb dos servidors. L'entrevista es va fer però no hi va haver acord; també havien estat negociant pel seu costat Musa Ka i Dawlat Khoja sense èxit i Xah Malik els va enviar una vegada mes a negociar però va tramar una traïció; quan els amir retornaven, un servidor de nom Pir Padak es va acostar a Nur al-Din, va baixar del cavall i es va agenollar per saludar-lo; Nur al-Din, a cavall, li va retornar el gest obrint els braços, moment que Pir Padak va aprofitar per agafar-lo i fer-lo caure del cavall; el va agafar al terre i el va ferir amb l'espasa; els dos servidors de Nur al-Din que estaven a la vora van córrer a salvar al seu amo i van ferir a Pir Padak però ja Xah Malik, amb 200 homes a cavall, corria cap a la fortalesa i Pir Padak va poder tallar el cap a l'amir. Xah Malik el va recompensar i va posar setge a Sabran que (la font no ho especifica) es va rendir. El cap de l'amir fou portat a Xah Rukh el 16 de setembre de 1411.